# Homo georgicus
Homo georgicus är det namn som upptäckarna givit åt en uppsättning fossil av förmänniskor som hittats i Dmanisi i Georgien.  Fynden är omkring 1,8 miljoner år gamla, och består av flera skallar och käkar och ett partiellt skelett.    Både stenverktyg och djurben hittades tillsammans med dem.

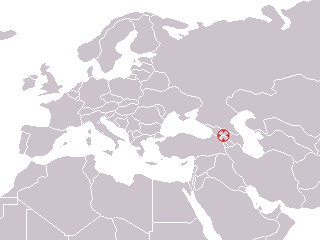
Upptäcktsplats

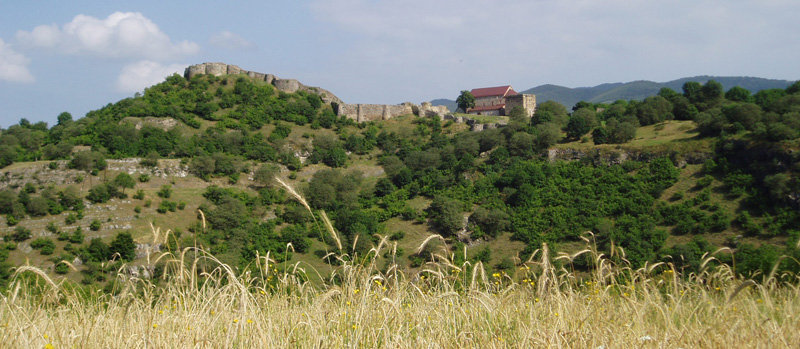
Vy över upptäcktsplatsen

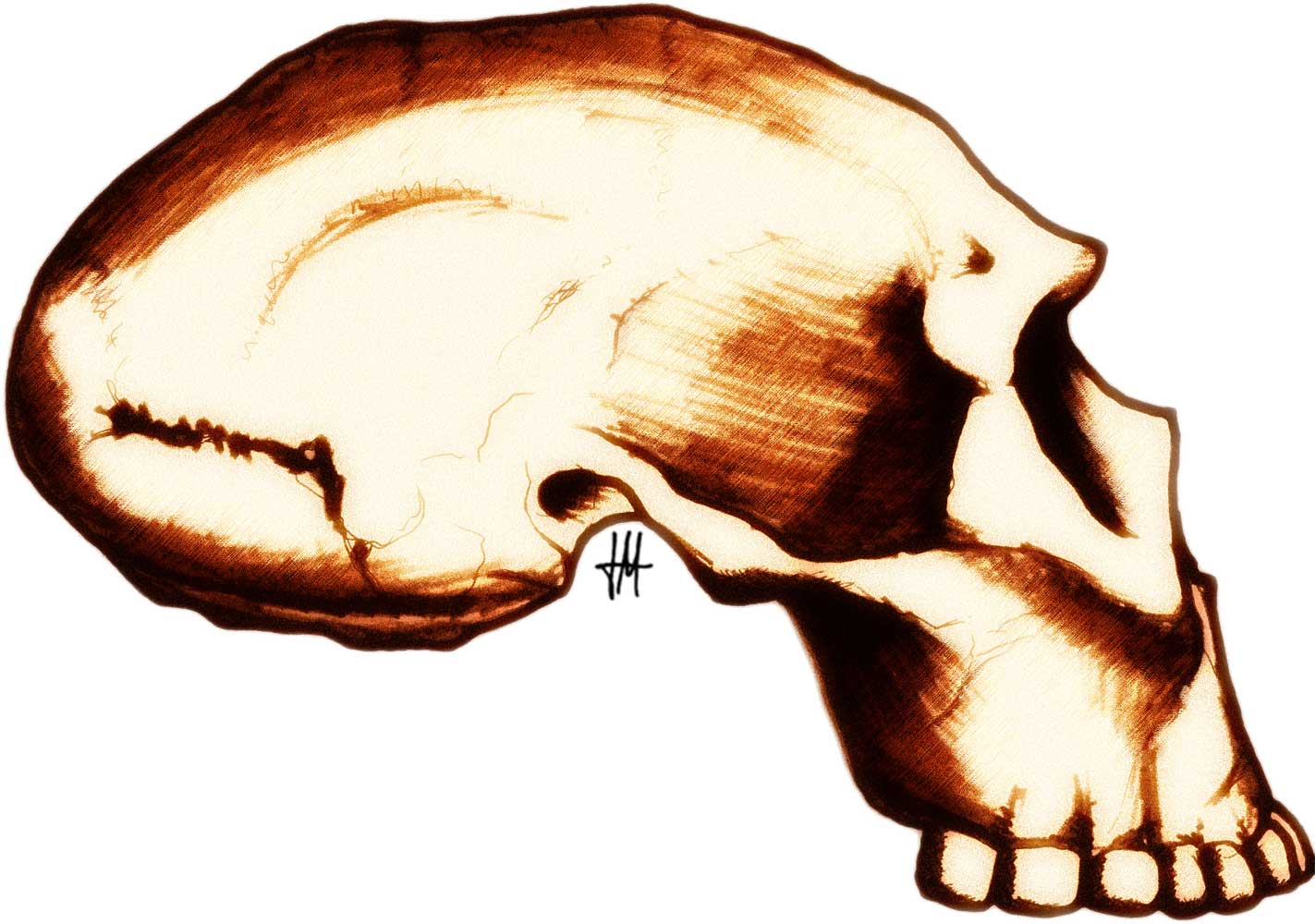
Skiss

Det är oklart vilken art som dessa fossil egentligen hör till.  Upptäckarna tolkade dem ursprungligen som Homo ergaster men ändrade sig sedan och hävdar nu att det är en egen art, och det har också föreslagits att de skulle höra till Homo habilis.  Det rimligaste torde dock vara att föra dem till Homo erectus, även om de inte är helt typiska representanter för den arten.